# 小行星25560
小行星25560（25560 Chaihaoxi）是一颗绕太阳运转的小行星，为主小行星带小行星。该小行星于1999年12月19日发现。
該小行星以獲得2009年英特爾國際科技展覽會二等獎的柴皓曦命名。

## 轨道参数
小行星25560的轨道半长轴为354 943 294 km，2.3726156 UA，离心率为0.182。